# Robert Holl
Robert Holl, (Rotterdam, 10 maart 1947) is een Nederlands bas-bariton. Hij is opera-, concert- en liederenzanger, componist en zangpedagoog.

## Leven en werk
Na zijn middelbareschoolopleiding begon hij zijn muzikale opleiding aan het Rotterdams Conservatorium.
In 1971 won hij op het Internationaal Vocalisten Concours te 's-Hertogenbosch de eerste prijs.
Hij is al langere tijd woonachtig in Oostenrijk en is professor aan de Musikhochschule in Wenen.
Sinds de jaren zeventig werkt hij ook geregeld samen met het Koninklijk Concertgebouworkest in Amsterdam.
Na 1975 trad Holl hoofdzakelijk op als concert- und liederenzanger in heel Europa, de Verenigde Staten, Israël en Japan.
Robert Holl ontving de prestigieuze eretitel 'Kammersänger' van de stad Wenen in 1990. Op 27 oktober 2007 is hij in het Rotterdamse concertgebouw De Doelen benoemd tot Ridder in de Orde van de Nederlandse Leeuw.

## Discografie (selectie)

### Opera
- Wagner, Die Meistersinger von Nürnberg (Hans Sachs)
- Wagner, Der fliegende Hölländer (Daland)
- Wagner, Tristan und Isolde (König Marke)
- Mozart, Zaide (Osmin) Orfeo
- Mozart, La finta semplice (Simone) Orfeo
- Mozart, Thamos, König in Ägypten (Thamos)
- Mozart, Don Giovanni (Komtur)
- Schubert, Fierrabras (König Karl)
- Purcell, The Fairy Queen
- Salieri, Prima la musica e poi le parole
- Martin, Der Sturm

### Liederen
- Brahms, Ausgewählte Lieder (piano: Rudolf Jansen) Vanguard Classics
- Brahms, Ausgewählte Lieder (piano: András Schiff)
- Loewe, Ausgewählte Balladen (piano: David Lutz)
- Pfitzner, Ausgewählte Lieder (piano: Konrad Richter)
- Schubert, Ausgewählte Lieder Vol. 1 – 4 (piano: Konrad Richter)
- Schubert, Ausgewählte Lieder – Schubert im Freundeskreis (piano: Rudolf Jansen)
- Schubert, Ausgewählte Lieder – Der Liedler (piano: Rudolf Jansen)
- Schubert, Nachtlieder (piano: Konrad Richter)
- Schubert, Winterreise (piano: Naum Grubert)
- Schubert, Winterreise (piano: Konrad Richter)
- Schubert, Die schöne Müllerin (piano: David Lutz)
- Schubert, An die Musik (piano: David Lutz)
- Schubert, Abendröte / Gesänge des Harfners / Mignon (met Ellen van Lier, sopraan; piano: David Lutz)
- Schumann, Ausgewählte Lieder (piano: Jozef De Beenhouwer)
- Schumann, Ausgewählte Lieder (piano: Konrad Richter)
- Schumann, Eichendorff Liederkreis und ausgewählte Lieder (piano: András Schiff)
- Wolf, Italienisches Liederbuch und Italienische Serenade (met Ellen van Lier, sopraan; piano: David Lutz; Pro Arte Quartett, Salzburg)
- Lieder von Holl und Moessorgski (piano: Rudolf Jansen)
- De kern van alle dingen: romantische liederen van Edgar Tinel, Peter Benoit, Gustave Huberti, Arthur Verhoeven, Arthur Meulemans en Robert Holl (piano: Jozef De Beenhouwer)

### Concerten
- Bach, Matthäus-Passion (Staatskapelle Dresden, Dir. Peter Schreier)
- Bach, Johannes-Passion (Concentus Musicus Wien, Dir. Nikolaus Harnoncourt)
- Bach, Magnificat (Concentus Musicus, Dir. Nikolaus Harnoncourt)
- Bach, h-Moll Messe (Symphonieorchester und Chor des Bayerischen Rundfunks, Dir. Eugen Jochum)
- Bach, Kantaten – Gott ist unsere Zuversicht & Der zufriedengestellte Aeolus (Concentus Musicus, Dir. Nikolaus Harnoncourt)
- Bach, Kantaten – BWV 162, 163, 167, 168, 171, 173, 178/3, 178/5, 179/4, 182/3, 182/4, 186/2, 186/3, 186/7, 188/3, 208 (Jagdkantaten), 211 (Kaffeekantate), 212 (Bauernkantate) (Concentus Musicus, Dir. Nikolaus Harnoncourt)
- Bach, Kantaten – Kreuzstab-Kantate, Ich habe genug, Der Friede sei mit euch (Saulus Sondetzkis)
- Bach, Weihnachtsoratorium (Staatskapelle Dresden, Dir. Peter Schreier)
- Beethoven, Symphonie Nr. 9 (London Symphony Orchestra, Eugen, Dir. Eugen Jochum)
- Beethoven, Missa solemnis (Chamber Orchestra of Europe, Dir. Nikolaus Harnoncourt)
- Brahms, Ein deutsches Requiem (Deens Radiosymfonieorkest, Dir. Michel Corboz)
- Händel, Messias (Radiosinfonieorchester Stuttgart, Dir. Neville Marriner)
- Joseph Haydn, Nelson-Messe (Staatskapelle Dresden, Dir. Neville Marriner)
- Haydn, Pauken-Messe (Staatskapelle Dresden, Dir. Neville Marriner)
- Haydn, Die Jahreszeiten (Wiener Symphoniker, Dir. Nikolaus Harnoncourt)
- Haydn, Die Schöpfung (Savaria Symphonieorchester, Dir. Alois J. Hochstrasser)
- Haydn, Die sieben letzten Worte unseres Erlösers am Kreuze (Concentus Musicus, Dir. Nikolaus Harnoncourt)
- Michael Haydn, Der Traum (Salzburger Hofmusik, Dir. Wolfgang Brunner)
- Mozart, Messe c-Moll (Concentus Musicus, Dir. Nikolaus Harnoncourt)
- Mozart, Requiem (Concentus Musicus, Wiener Staatsopernchor, Dir. Nikolaus Harnoncourt)
- Pfitzner, Von deutscher Seele (Wiener Symphoniker, Dir. Martin Sieghart)
- Pfitzner, Das dunkle Reich (Grazer Symphonisches Orchester, Dir. Alois J. Hochstrasser)
- Rimski-Korsakow, Mozart und Salieri (Grazer Mozartensemble, Dir. Alois J. Hochstrasser)
- Schmidt, Das Buch mit sieben Siegeln (Niederösterreichisches Tonkünstlerorchester, Dir. Alois J. Hochstrasser)
- Sjostakovitsj, Symphonie Nr. 13 (Wiener Symphoniker, Dir. Eliahu Inbal)
- Schubert, Der Spiegelritter / Die Freunde von Salamanca (ORF Symphonieorchester, Dir. Theodor Guschlbauer)
- Schubert, Messe Es-Dur (Wiener Philharmoniker, Dir. Claudio Abbado)

## Composities
- Nachtgesänge I-III (Text: Georg Trakl; Nachtlied, Schweigen, An Novalis)
- Frühlingsreise (Zyklus für Bariton und Klavier; Texte: Ernst Schulze, Hoffmann von Fallersleben, Nikolaus Lenau, Joseph von Eichendorff)
- Zyklus für Bariton und Klavier solo (Walzer für Klavier solo; Fand im Buch ein grünes Blatt, Text: Theodor Storm; Herbst für Klavier solo; Letzte Einkehr, Text: Theodor Storm)

## Liedfestival in Nederland
Van 2016 tot en met 2022 was Robert Holl artistiek leider van het Internationaal Lied Festival Zeist. Sindsdien is hij beschermheer van het festival. Daarnaast is hij sinds 2016 als docent verbonden aan de masterclass van het festival.
- Bibliothèque nationale de France: cb138952922 (data)
- CiNii: DA0890641X
- Gemeinsame Normdatei: 120269309
- International Standard Name Identifier: 0000 0001 1681 6272
- Library of Congress Control Number: n78048875
- Nationale Bibliotheek van Letland: 000099081
- MusicBrainz: 3d738c4e-453b-4a91-971a-ed3d9e6fd07e
- Nationale Bibliotheek van Tsjechië: xx0083876
- Nationale Bibliotheek van Israël: 987007455165705171
- Nederlandse Thesaurus van Auteursnamen: 071394044
- SNAC: w6223fk8
- Système universitaire de documentation: 075025086
- Theaterlexikon der Schweiz: Robert_Holl
- Virtual International Authority File: 85854671
- WorldCat: E39PBJqw33HQfbMxkpGxJ8FBT3